# 達美航空1086號班機事故
達美航空1086班機事故是發生在2015年3月5日的一次事故。由亞特蘭大飛往紐約拉瓜迪亞的達美航空1086(DL1086/DLA1086)班機，該架MD-88在拉瓜迪亚13号跑道降落的时候，用尽了整条跑道，並衝出跑道，衝向環繞機場跑道的法拉盛海灣在撞上防護欄后停下，機上28人受傷送院。